# Brückl
Brückl (szlovénül: Mostič)  osztrák mezőváros Karintia Sankt Veit an der Glan-i járásában. 2016 januárjában 2773 lakosa volt.

## Elhelyezkedése

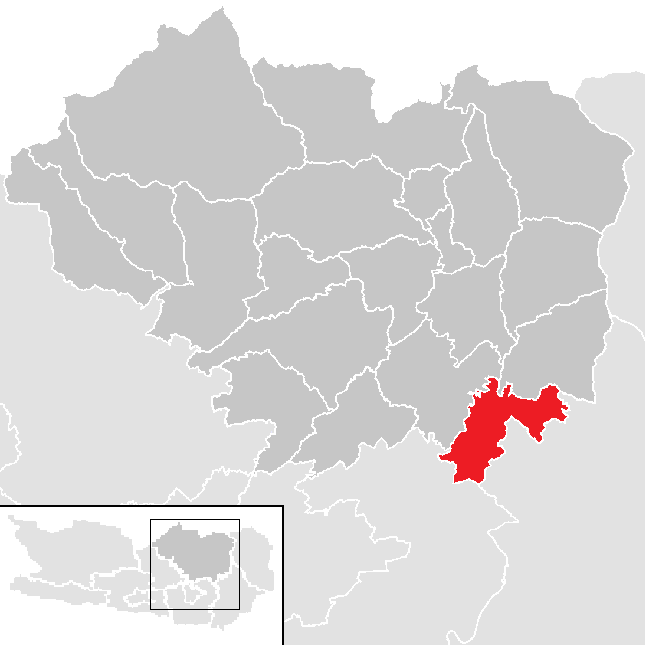
Brückl a Sankt Veit-i járásban

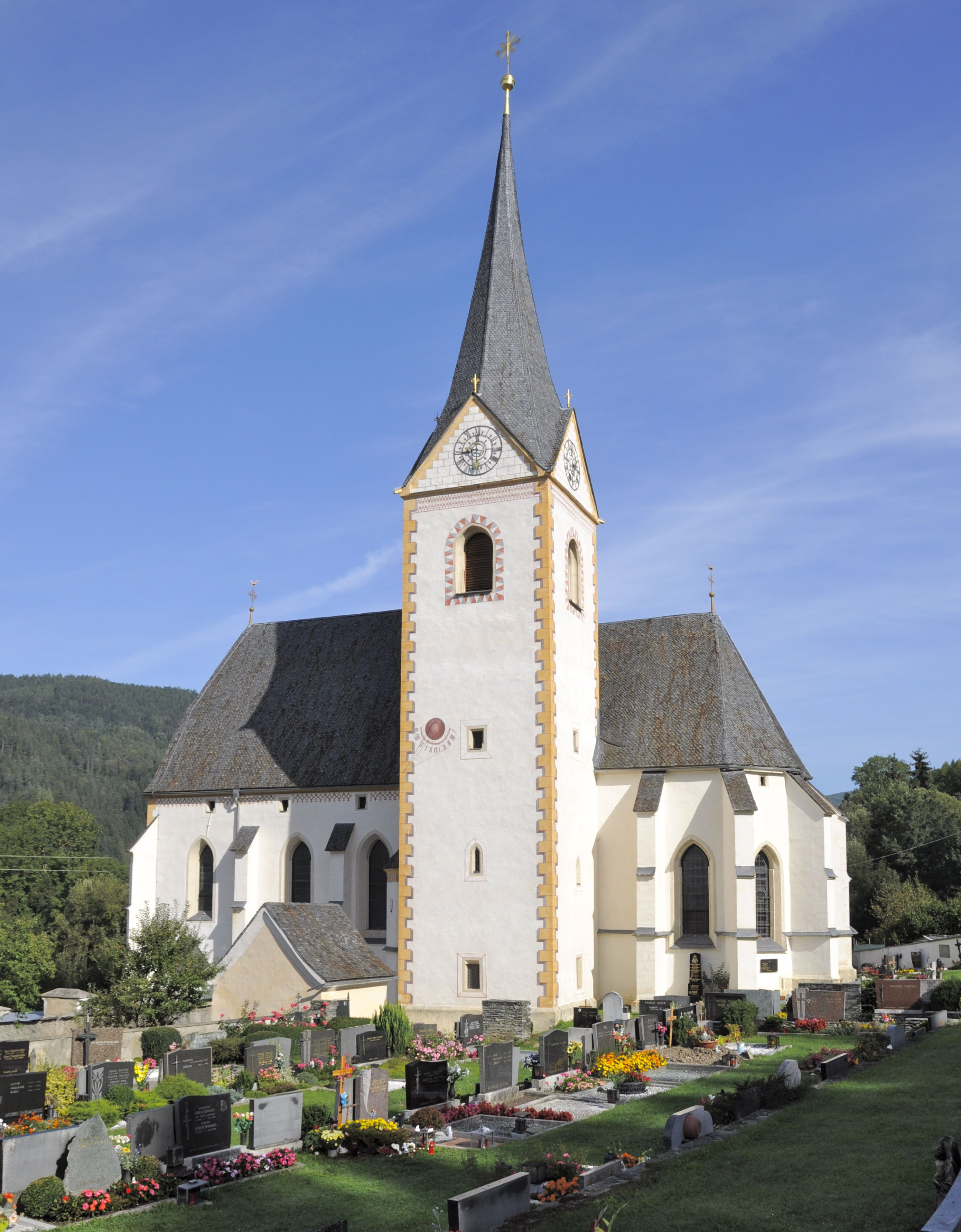
A Keresztelő Szt. János-templom

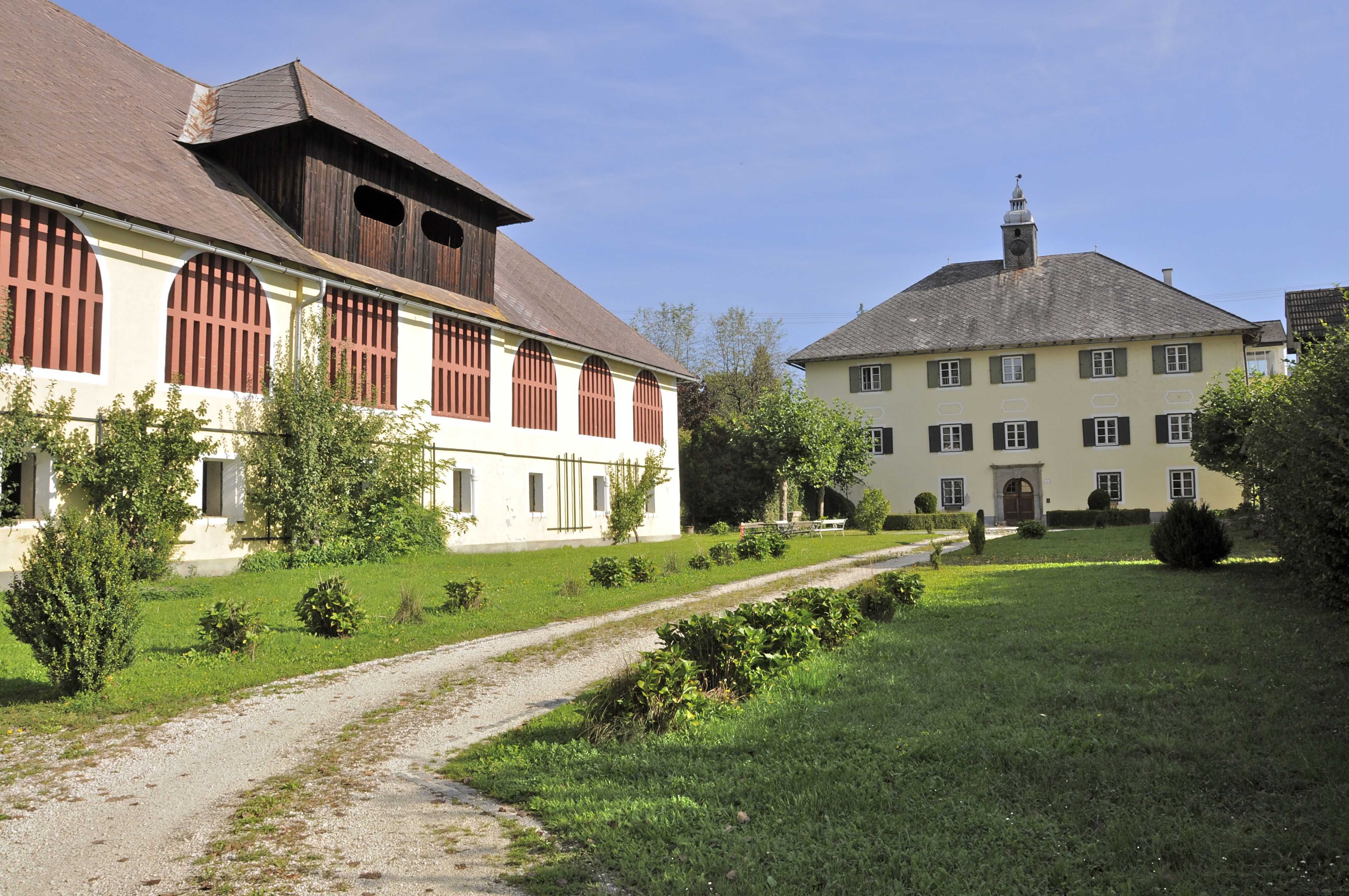
Az eppersdorfi kastély

Brückl Karintia keleti részén fekszik, az 1059 méter magas Magdalensberg és a Saualpen hegyvonulata között; ahol a Görtschitz  folyó a Gurkba (a Dráva mellékfolyójába) torkollik. Területén 20 kisebb-nagyobb falu és településrész található: Brückl (1 562 lakos), Christofberg (34), Eppersdorf (72), Hart (20), Hausdorf (70), Johannserberg (46), Krainberg (10), Krobathen (243), Labegg (18), Michaelerberg (17), Oberkrähwald (1), Ochsendorf (129), Pirkach (29), Salchendorf (48), Sankt Filippen (320), Sankt Gregorn (25), Sankt Ulrich am Johannserberg (76), Schmieddorf (29), Selesen (30), Tschutta (12).
A környező települések: északnyugatra Sankt Georgen am Längsee, északra Eberstein, délkeletre Diex és Völkermarkt, délre Poggersdorf, délnyugatra Magdalensberg.

## Története
A város területén római kori leletekre (fegyverekre, szobrokra, érmékre) bukkantak és egy ebből a korból származó dombormű a plébánia falában is megtekinthető. Brückl első említése 831-ből származik, amikor Német Lajos a salzburgi érseknek adományozta. Templomáról először 927-ben írnak az oklevelek. 
A falut a 16. század közepéig Görtschitznek vagy Görtschachnak hívták, ám 1548-ban temploma védőszentjéről és a folyón átívelő hídról átkeresztelték St. Johann am Brückl-nek. 1915-ben a név Brücklre rövidült.
A késő középkortól fogva működött itt egy, a hüttenbergi vasat feldolgozó kovácsolóműhely, amelyet 1838-ban kohóval és szerszámkészítő üzemmel egészítettek ki. Az 1869-ben alapított láncüzem a haditengerészet számára termelt. A 20. században a vegyipar is megtelepedett Brücklben. 
Az önkormányzat 1849-ben alapult, még St. Johann am Brückl néven. 1963-ban a település mezővárosi státuszt kapott.

## Lakosság
A brückli önkormányzat területén 2016 januárjában 2773 fő élt, ami jelentős visszaesést jelent a 2001-es 3110 lakoshoz képest. Akkor a helybeliek 96,7%-a volt osztrák állampolgár. 85,9%-uk katolikusnak, 3,7% evangélikusnak, 0,8% muszlimnak, 7,0% pedig felekezeten kívülinek vallotta magát.

## Látnivalók
- a Keresztelő Szt. János-plébániatemplom Brücklben
- a Szt. Fülöp és Szt. Jakab-plébániatemplom Sankt Filippen-ben
- a Szt. Ulrik-plébániatemplom Johannserbergben
- a Szt Lőrinc-templom Johannserbergben
- Christofberg temploma
- az eppersdorfi kastély

## Fordítás
- Ez a szócikk részben vagy egészben  a   Brückl című német Wikipédia-szócikk ezen változatának fordításán alapul.  Az eredeti cikk szerkesztőit annak laptörténete sorolja fel. Ez a jelzés csupán a megfogalmazás eredetét és a szerzői jogokat jelzi, nem szolgál a cikkben szereplő információk forrásmegjelöléseként.